# Screven (Géorgie)
Pour les articles homonymes, voir Screven.
Screven est une ville américaine située dans le comté de Wayne, en Géorgie. Selon le recensement de 2020, sa population est de 769 habitants.